# ديفيد غراهام
ديفيد غراهام (بالإنجليزية: David Graham)‏ (2 يونيو 1983 بإستيرلينغ في المملكة المتحدة - ) هو لاعب كرة قدم بريطاني في مركز الهجوم. لعب مع دونفرملين أثلتيك وهاميلتون أكاديميكال ونادي سترنرير ‏ ونادي ستنهاوسموير وGretna F.C. ‏ ونادي غرينوك مورتون.

## وصلات خارجية
- ديفيد غراهام على موقع قاعدة بيانات كرة القدم.إي يو (الإنجليزية)
- ديفيد غراهام على موقع Soccerbase.com (لاعب) (الإنجليزية)